# Otostigmus clavifer
Otostigmus clavifer är en mångfotingart som beskrevs av Chamberlin 1921. Otostigmus clavifer ingår i släktet Otostigmus och familjen Scolopendridae.
Artens utbredningsområde är Guyana. Inga underarter finns listade i Catalogue of Life.